# Anders Blomqvist
Anders Blomqvist (Vetlanda, 28 aprile 1977) è un ex calciatore svedese, di ruolo centrocampista.

## Carriera

### Club
Blomqvist giocò nello Öster per tre stagioni, totalizzando 47 presenze nell'Allsvenskan. Passò poi ai norvegesi dello Haugesund, all'epoca militanti nella 1. divisjon. Contribuì, con 17 reti in 25 incontri, alla promozione della squadra nel campionato 1999. Rimase in squadra fino al 2000.